# デジボク地球防衛軍
『ま〜るい地球が四角くなった!? デジボク地球防衛軍 EARTH DEFENSE FORCE: WORLD BROTHERS』（まーるいちきゅうがしかくくなった!? デジボクちきゅうぼうえいぐん アースディフェンスフォース ワールドブラザーズ）は、ユークスが開発しディースリー・パブリッシャーより発売されたゲームソフト。略称は「デジボクEDF」「EDFWB」など。
2020年12月24日にNintendo SwitchおよびPlayStation 4で発売され、2021年5月27日にSteamにて配信が開始された。
ディースリー・パブリッシャーの3Dアクションシューティングゲーム「地球防衛軍シリーズ」のスピンオフ作品として制作された。タイトルの「デジボク」とはデジタルとボクセルをかけ合わせた造語で、作中の世界に登場する物体は立方体で構成されている。
本作は「地球防衛軍シリーズ」のオールスター作品という側面を持っており、シリーズのナンバリングタイトルや外伝作品から数多くの兵科や敵が登場する。また、本作独自のご当地隊員（ブラザー＆シスター）が存在し、世界各国の文化や風土をモチーフにしたキャラクターたちが味方として活躍する。オールスター作品であるため、シリーズ内のミームネタやD3Pタイトルの出張ネタなども取り入れられている。
2024年5月23日に本作の続編となる『四角い地球に再びシカク現る!? デジボク地球防衛軍2 EARTH DEFENSE FORCE: WORLD BROTHERS』が発売。

## ゲーム内容
プレイヤーは小隊を指揮するコマンダーと言う立ち位置の元、操作するキャラクターを最大4人選び、彼らの武器や能力を補正するアクセサリーを選定しミッションへ臨む。
ミッションの間、選んだ4人のキャラ全員が同時に戦闘するが、プレイヤーはその内の1人のキャラを任意に切り替えて操作することができる。操作キャラ切り替えの際は、それぞれのキャラクターの現在位置ごと入れ替えるように交換するため、飛行できるキャラで高所をとってから別のキャラにチェンジすることで、飛行できないキャラでも高所への移動が可能となる。操作していない他のキャラは、プレイヤーの操作キャラと共に敵を攻撃する形となり、武器のリロードも自動で行われる。基本的には弾切れを起こしたらキャラを変えつつ戦うと有利となる。HPがなくなったキャラクターは操作不能となるが、他の操作可能なキャラクターからHP分け当たえられることで復帰可能。全ての操作キャラのHPが尽きるとミッション失敗となる。
本作では地球防衛軍シリーズと違い、敵を倒しても武器やアーマーはドロップしない（体力回復（個人、小隊全体）、スペシャル増加の3種がドロップ）。代わりに、マップには倒れているブラザーたちが点在しており、彼らを救出することで新たなキャラとして操作可能となる。また、重複したキャラの場合、そのキャラの持っている武器を獲得したり、能力値が上昇する。アーマーはミッションクリア毎時に、操作キャラを対象に一定分上昇する。
操作キャラクターであるブラザーたちには個性が存在し、それぞれパラメーターや初期装備、ブラザー固有のアビリティとスペシャルが設定されている。アビリティは攻撃や移動など多様で基本的にいつでも使用可能なのに対して、スペシャルはSPアイテムや敵の撃破で貯まるSPポイントを消費することで使用可能な特殊技である。また、各EDFシリーズの兵科に紐づいたスキル（ダッシュや受け身などのボタン操作で行える特殊アクションや、移動がホバーに変化するなどの常態型の能力）も存在する。

## ストーリー
全てが四角い世界に存在している四角い地球。地球防衛軍（EDF）は、これまで宇宙からやってきたインベーダーやフォーリナー、プライマー、ラヴェジャー、アグレッサーの脅威から四角い地球を守ってきた。しかし2020年、今度はこれらの侵略者が「ダークレジオン」の元に集い、6隻のマザーシップによる一斉攻撃を受けた地球は文字通り内核が露出する状態までバラバラに砕けてしまう。
陸路が断たれ、各地への支援も行き届かず、人類は窮地に立たされる中、EDFの総司令はコマンダーに部隊をまとめるよう指示を出す。コマンダーは各地で奮闘を続けるレジェンド隊員やご当地ブラザーたちと協力し、バラバラに引き裂かれた地球を元通りにするため活動する。

## 登場人物
ダイチマモル
声 - 誠
EDFに所属するレンジャー。勇敢な性格だが敵の増援が現れた際には難易度を下げる事を勧めたりする。
ジョー
声 - 波多野和俊
カウボーイブラザー。マザーシップに牛を吸い込まれた事でEDFに協力する。
コタロー
声 - 清水秀
ニンジャブラザー。江戸時代から現代にタイムスリップして来た。
フォーゲル7
声 - 有村春花
EDF本部直属のウイングダイバー。ギャルの様な口調で話す。
バレット1
声 - 岡本未来
フェンサー。他者と関わろうとしない。
シータ5
声 - 佐田直啓
陸戦兵。エリートを自称する。
パオ
声 - 祭田絵理
テンシンシスター。商売人である。
ブルーノ
声 - 松嶋潤
ベアブラザー。カナダ出身だが何故か鹿児島弁で話す。
シャパリュ
声 - 後藤邑子
メイドシスター。普段は猫を被っているが本性はヤンキーを彷彿とさせる。
ジン
声 - 津田英佑
陸戦兵。伝説の男の上司だった。
ネフェル
声 - 深見梨加
ファラオシスター。古代エジプトの女王であり眠りから目覚めた。
ハリム
声 - 津村まこと
バズシスター。視聴者数を稼ぐ為なら手段を選ばない。
ライトニング・アルファ
声 - 藤井剛
『EARTH DEFENSE FORCE: INSECT ARMAGEDDON』の主人公その人。原作では無口だが本作ではキザな性格をしている。
トラロック3
声 - 西村健志
エアレイダー。親友を失っている。
レーゼンビー
声 - 藤田勇気
ロイヤルブラザー。人命救助の為にEDFに参加した。
カームリーダー
声 - 軍隊アリ柳
ヘビーストライカー。退役軍人だったがEDFに入隊した。
総司令
声 - 森功至
EDFの総司令。親しみやすい性格だが撤退する事を頑なに許可しない。
戦術士官
声 - 中川奈美
EDFの戦術士官。冷静沈着だが何処か抜けている部分もある。
オペレーター
声 - 宇佐美涼子
EDFのオペレーター。のんびりしているがメタ発言を連発する。
オプス
声 - 祭田絵理
『EARTH DEFENSE FORCE: INSECT ARMAGEDDON』のオペレーターその人。

## 開発
ナンバリングの最新作である『地球防衛軍5』の発売から3年が経過しており、『地球防衛軍6』が発売されるまでの間のつなぎとなるスピンアウト作品を用意しようというところから本作の企画がスタートした。
どのような物を作ればユーザーが喜んでもらえるのか考えた際、過去の兵科や敵が登場するファンアイテム的な作品が良いという考えにまとまった。
また、『地球防衛軍』シリーズは、生身の人間が敵の大群や巨大な敵を倒していくことを売りとしていることから、ナンバリングが進むにつれて表現が過激化していき、『地球防衛軍5』ではCERO-D（17歳以上推奨）となっている。このことから、本作ではより若いプレイヤーにも門戸を広げるため、若年層にも人気のあるNintendo Switchがプラットフォームの一つとして選ばれた。
同様の理由から、表現をマイルドにする必要があったことと、子どもたちの間で四角いグラフィックに親和性が持たれているということから、本作ではボクセルを中心とした表現手法が用いられた。

### 題名
本作の正式名称のうち、「ま～るい地球が四角くなった!?」は、コンセプトを示すためにつけられた。
元々、プロデューサーの岡島信幸は長いタイトルを付ける傾向があることに加え、本作は海外のユーザーに『EDF』のゲームであることを示すため、タイトルに「EARTH DEFENSE FORCE: WORLD BROTHERS」と入れた結果、長大なタイトルとなった。

## 販売形態
本作のSwitch版およびPS4版では複数の販売形態で発売された。両プラットフォーム共に、パッケージ版とダウンロード版に分かれる。
両方のプラットフォームでそれぞれスタンダードエディションとデラックスエディションが発売された。スタンダードエディションはソフト単品の通常版で、デラックスエディションはソフト本編に加えて、シーズンパスが付属している。
Switch版ではパッケージ版限定でダブル入隊パックが販売された。ゲームパッケージが2本入っており、1本を別々で買うより安価で購入できる。友達や家族と一緒で遊ぶことを想定している（PS4版はソフト単品でもコントローラーが2つあれば1台の本体で画面分割2人プレイができるため、ダブル入隊パックは販売されていない）。
2021年12月16日から、通常版より安価になったD3P THE BEST版がSwitchとPS4で発売された。BEST版の発売を記念して、早期購入特典であった『EDF3陸戦兵（ストーム1彩色＆特別装備Ver.）』が2022年2月28日までの間ダウンロード可能となった。これはBEST版以外の購入者も対象である。

## 購入特典
Switch版とPS4版では多くの購入特典が設定された。主に早期購入特典と予約特典と店舗特典に分かれる。Steam版ではDLCとしてすべて購入可能である。
早期購入特典として『EDF3陸戦兵（ストーム1彩色＆特別装備Ver.）』、ダウンロード版の予約特典として『追加キャラ「双葉理保」元祖水色水着Ver.』、デラックスエディションの予約特典および早期購入特典として『追加キャラ｢双葉理保｣メリクリ！サンタコスチューム』が付属した。
店舗特典として、D3P WEB SHOPで購入した場合『追加キャラ｢双葉理保｣ご存じホストガールコスチューム』と『追加キャラ｢双葉理保｣涼しい夏私服』、GEOで購入した場合『EDF5レンジャー（軍曹彩色＆特別装備Ver.）』、Amazon.co.jpで購入した場合『EDF5フェンサー（グリムリーパー彩色＆特別装備Ver.）』、Joshinで購入した場合『EDF5ウイングダイバー（スプリガン彩色＆特別装備Ver.）』、ビックカメラグループで購入した場合『EDF4レンジャー（オメガチーム彩色＆特別装備Ver.）』、ヨドバシカメラで購入した場合『EDFIRプロールライダー（KRプロトタイプ＆特別装備Ver.）』が付属した。これらのうち双葉理保以外のものは、後に『集めたい派の隊員向け 追加キャラクター別Verセット』として類似品が購入可能となった。

## ダウンロードコンテンツ
Switch版とPS4版では追加キャラと追加武器からなる小型DLCと、追加ミッションからなる大型DLCをあわせて計10個が配信されている。Steam版では『集めたい派の隊員向け 追加キャラクター別Verセット』を除いたすべてのDLC、および上述の購入特典分が購入可能である。
| 名称                                                    | 配信日                                                               | 内容 | 備考                               |
| ------------------------------------------------------- | -------------------------------------------------------------------- | --- | ---------------------------------- |
| シーズンパス                                            | 2020年12月24日（Switch/PS4）                                         | ゲーム本編発売後に順次配信される予定のDLCすべて | デラックスエディションには標準付属 |
| 伝説のMr.Y 酸劇からの電撃復帰!?メカユーキ隊員           | 2020年12月24日（Switch） 2021年1月12日（PS4） 2021年5月27日（Steam） | 追加キャラ：メカユーキ隊員 追加武器：アシッドガン系列 |                                    |
| ドリームクラブから体験入隊!? ホストガール「雪」         | 2021年1月28日（Switch/PS4） 2021年5月27日（Steam）                   | 追加キャラ：雪 追加武器：ソニックパイル系列 | ドリームクラブとのコラボ           |
| ドリームクラブから体験入隊!? ホストガール「魅杏」       | 2021年1月28日（Switch/PS4） 2021年5月27日（Steam）                   | 追加キャラ：魅杏 追加武器：イグアス系列 | ドリームクラブとのコラボ           |
| ドリームクラブから体験入隊!? ホストガール「アイリ」     | 2021年1月28日（Switch/PS4） 2021年5月27日（Steam）                   | 追加キャラ：アイリ 追加武器：デクスター自動小銃系列 | ドリームクラブとのコラボ           |
| From「お姉チャンバラ」 孤高の姉剣士「彩」特別参戦       | 2021年2月25日（Switch/PS4） 2021年5月27日（Steam）                   | 追加キャラ：彩 追加武器：狂虎系列 | お姉チャンバラとのコラボ           |
| From「お姉チャンバラ」 狂気の妹剣士「咲」特別参戦       | 2021年2月25日（Switch/PS4） 2021年5月27日（Steam）                   | 追加キャラ：咲 追加武器：鴉系列 | お姉チャンバラとのコラボ           |
| 壊されるくらいなら守りたい!? 僕らのコロニスト参戦！     | 2021年2月25日（Switch/PS4） 2021年5月27日（Steam）                   | 追加キャラ：コロニスト 追加武器：エーテル・ガン系列 |                                    |
| 地球はこのままで手に入れる！ 俺たちのコスモノーツ参戦！ | 2021年2月25日（Switch/PS4） 2021年5月27日（Steam）                   | 追加キャラ：コスモノーツ 追加武器：エーテル・ライフル系列 |                                    |
| 集めたい派の隊員向け 追加キャラクター別Verセット        | 2021年3月18日（Switch/PS4）                                          | 追加キャラ：レンジャー（EDF4）オメガ隊仕様V01、レンジャー（EDF5）軍曹仕様V01、ウイングダイバー（EDF5）SG隊仕様V01、フェンサー（EDF5）GR隊仕様V01、プロールライダ－（EDF:IR）KR仕様V01 追加武器：零式レーザーライフル系列、ブレイザー系列、マグ・ブラスター系列、ブラストホールスピアGR系列、エキゾチックレイ系列 |                                    |
| 追加ミッションパック 「新たなるシカク」襲来！           | 2021年3月18日（Switch/PS4） 2021年6月10日（Steam）                   | 本編後のストーリーとなる追加ミッション計11個追加 新難易度「ARMAGEDDON」追加 追加武器：複数の武器系列 |                                    |
| 追加キャラ「双葉理保」元祖水色水着                      | 2021年5月27日（Steam）                                               | 追加キャラ：双葉理保（水着） 追加武器：インテグラルレイ系列 | 双葉理保とのコラボ                 |
| 追加キャラ「双葉理保」ご存じホストガールコスチューム    | 2021年5月27日（Steam）                                               | 追加キャラ：双葉理保 追加武器：サンダースナイパー系列 | 双葉理保とのコラボ                 |
| 追加キャラ「双葉理保」涼しい夏私服                      | 2021年5月27日（Steam）                                               | 追加キャラ：双葉理保（夏服） 追加武器：ラッキーバレット系列 | 双葉理保とのコラボ                 |
| 追加キャラ「双葉理保」メリクリ！サンタコスチューム      | 2021年5月27日（Steam）                                               | 追加キャラ：双葉理保（サンタ） 追加武器：サンタハンマー系列 | 双葉理保とのコラボ                 |
| EDF5レンジャー 軍曹彩色＆特別装備Ver.                   | 2021年5月27日（Steam）                                               | 追加キャラ：レンジャー（EDF5）軍曹仕様 追加武器：ブレイザー系列 |                                    |
| EDF5フェンサー グリムリーパー彩色＆特別装備Ver.         | 2021年5月27日（Steam）                                               | 追加キャラ：フェンサー（EDF5）GR隊仕様 追加武器：ブラストホールスピアGR系列 |                                    |
| EDF5ウイングダイバー スプリガン彩色＆特別装備Ver.       | 2021年5月27日（Steam）                                               | 追加キャラ：ウイングダイバー（EDF5）SG隊仕様 追加武器：マグ・ブラスター系列 |                                    |
| EDF4レンジャー オメガチーム彩色＆特別装備Ver.           | 2021年5月27日（Steam）                                               | 追加キャラ：レンジャー（EDF4）オメガ隊仕様 追加武器：零式レーザーライフル系列 |                                    |
| EDFIRプロールライダー KRプロトタイプ＆特別装備Ver.      | 2021年5月27日（Steam）                                               | 追加キャラ：プロールライダ－（EDF:IR）KR仕様 追加武器：エキゾチックレイ系列 |                                    |
| EDF3陸戦兵 ストーム1彩色＆特別装備Ver.                  | 2021年5月27日（Steam）                                               | 追加キャラ：陸戦兵（EDF3）ストーム1仕様 追加武器：スティングレイ系列 |                                    |